# 白石山 (宁海)
29°30′09″N 121°36′13″E / 29.50261836334249°N 121.603524684906°E
白石山是浙江省象山港内的一个岛屿，面积1.135平方公里，具体位置在东经121°36′，北纬29°30′，最高点海拔74.7米。行政上属于宁海县强蛟镇，是强蛟列岛中位置最东和面积最大的一个岛屿，也是宁海县属面积最大的岛屿，在列岛的12座岛屿中以岩石诡秘著称。目前该岛并无常住人口。